# Cantonul Le Grand-Bourg
Cantonul Le Grand-Bourg este un canton din arondismentul Guéret, departamentul Creuse, regiunea Limousin, Franța.

## Comune
| Comune                  | Populație (1999) | Cod poștal | Cod INSEE |
| ----------------------- | ---------------- | ---------- | --------- |
| Chamborand              | 235              | 23240      | 23047     |
| Fleurat                 | 267              | 23320      | 23082     |
| Le Grand-Bourg          | 1 194            | 23240      | 23095     |
| Lizières                | 259              | 23240      | 23111     |
| Saint-Étienne-de-Fursac | 845              | 23290      | 23192     |
| Saint-Pierre-de-Fursac  | 810              | 23290      | 23231     |
| Saint-Priest-la-Plaine  | 281              | 23240      | 23236     |